# Гусейнов, Аббас Исрафил оглы
Аббас Исрафил оглы Гусейнов (азерб. Hüseynov Abbas İsrafil oğlu; 13 июня 1995, Гянджа, Азербайджан) — азербайджанский футболист, защитник клуба «Карабах» (Агдам) и сборной Азербайджана.

## Биография
Футболом начал заниматься в 2005 году в детском футбольном клубе «Руслан», в дальнейшем переименованный в клуб «Баку». Первым наставником футболиста был Алекпер Джафаров. Уже после того, как Аббас перешёл в футбольную школу бакинского «Интера», тренером футболиста стал Хикмет Гусейнов. Именно этот тренер сыгравший основную роль в становлении Аббаса Гусейнова, как профессионального футболиста. С 2012 года является студентом факультета игровых видов спорта (футбол) Азербайджанской Государственной Академии Физической Культуры и Спорта.
Гусейнов женат на дочери Мусы Гурбанова, старшего брата главного тренера «Карабаха» Гурбана Курбанова.

## Клубная карьера

### Чемпионат
Будучи воспитанником клуба премьер-лиги Азербайджана ФК «Интер» Баку Аббас Гусейнов с 2013 года выступает в основном составе «банкиров», чередуя также свои выступления в дубле команды. В составе дубля дважды завоевывал золотые медали чемпионата Азербайджана среди дублирующих составов.
Дебютировал в основном составе ФК «Интер» 7 мая 2014 года в матче Премьер-Лиги против агдамского «Карабаха», заменив на 59-й минуте матча Вагифа Джавадова. Таким образом Аббас стал самым молодым футболистом, дебютировавшем в составе клуба в данном сезоне.

### Кубок
Будучи игроком ФК «Интер» Баку провел в Кубке Азербайджана следующие игры:
| № | Дата           | Раунд                     | Клуб     | Соперник     | Лига            | Итог  |
| - | -------------- | ------------------------- | -------- | ------------ | --------------- | ----- |
| 1 | 3 декабря 2014 | Второй раунд — 1/8 финала | «Шахдаг» | «Интер» Баку | Первый Дивизион | 0 : 3 |

## Карьера в сборной
30 января 2018 года дебютировал в основной сборной Азербайджана в товарищеском матче против сборной Молдавии.
| № | Дата           | Оппонент | Счёт | Голы | Пасы | Карточки | Минуты | Соревнование      |
| - | -------------- | -------- | ---- | ---- | ---- | -------- | ------ | ----------------- |
| 1 | 30 января 2018 | Молдова  | 0:0  | —    | —    | 36'      | 90'    | Товарищеский матч |
| 2 | 9 октября 2019 | Бахрейн  | 3:2  | —    | —    | —        | 45'    | Товарищеский матч |

Итого: сыграно матчей: 2 / забито голов: 0; победы: 1, ничьи: 1, поражения: 0.

## Лига Европы УЕФА
В сезоне 2015/16 Лиги Европы УЕФА пять раз выходил на поле в первом, втором и третьем квалификационных раундах против албанского «Лачи», исландского «Хафнарфьердура» и испанского «Атлетик Бильбао», проведя на поле в общей сложности 401 минуту.

## Достижения
В составе ФК «Интер» добился следующих успехов:
- Серебряный призёр Премьер-лиги Азербайджана сезона 2013/14 годов.
- Серебряный призёр Премьер-лиги Азербайджана сезона 2014/15 годов.